# Guatteria cubensis
Guatteria cubensis är en kirimojaväxtart som beskrevs av Johannes Bisse. Guatteria cubensis ingår i släktet Guatteria och familjen kirimojaväxter. Inga underarter finns listade i Catalogue of Life.